# Rehab (cântec de Rihanna)
Rehab este cel de-al cincilea disc single extras de pe albumul Good Girl Gone Bad, al cântăreței de origine barbadiană Rihanna. Fiind o colaborare cu Justin Timberlake, piesa a câștigat popularitate în unele regiuni ale Europei, dar și în America de Nord. În Germania și Franța, Rehab a atins poziția cu numărul 1, devenind în Germania a treia piesa a cântăreței pe acea pozitie. Rehab a atins poziția cu numărul 27 în clasamentul Billboard Hot 100.
La începutul clipului, Timberlake merge cu motocicleta în deșert, unde Rihanna este îmbrăcată în verde. Justin se apropie de Robyn și o pune pe o mașină roșie de școală veche. Justin se spală și el în duș purtând un tricou negru și blugi. Din când în când, sunt afișate momente în care cuplul se îmbrățișează sau chipurile lor fiind văzute de profil. Videoclipul a fost regizat de Anthony Mendler, filmat în octombrie 2008 și a avut premiera pe 17 noiembrie 2008 pe MTV.